# Gabriel Tenenbaum
Gabriel Tenenbaum Ewig (1983) es un sociólogo, investigador, docente y escritor uruguayo. 

## Biografía
Estudió la licenciatura y la maestría en Sociología en la Universidad de la República (UDELAR) y realizó su doctorado en Ciencia Social con especialidad en Sociología en El Colegio de México (COLMEX) culminando en el año 2016. Fue investigador postdoctoral en el Instituto de Investigaciones Sociales de la UNAM (2017-2018) y en la Comisión Académica de Posgrado de la UDELAR (2018-2020). 
En la actualidad es profesor adjunto con dedicación total en el Departamento de Sociología de la Facultad de Ciencias Sociales. Integra el Sistema Nacional de Investigadores en el nivel I de la Agencia Nacional de Investigación e Innovación (ANII).
Ha publicado investigaciones en libros, artículos de revistas científicas y capítulos de libros, nacionales e internacionales. Su obra abarca el crimen organizado de las drogas ilegalizadas, el lavado de activos, la violencia territorial, la violencia letal, el delito y la justicia juvenil, las armas de fuego, el delito en clave de género, entre otros.  
En 2024, fue galardonado con el Premio Morosoli. Recibió el reconocimiento por su "notoria y destacada actuación en la investigación fundamental en Ciencias Sociales".

## Libros
- 2025 Género, violencias y castigos en el Sur Global . Clacso-Udelar, con Mariana Robello.
- 2024 Vendedores de cuchillos. El lavado de activos en Uruguay. Debate. Uruguay, con Ricardo Gil Iribarne y Daniel Espinosa.
- 2023 Los desafíos de la justicia para adolescentes en América Latina. El Colegio de México. Ciudad de México. En coautoría con Arturo Alvarado.
- 2022 Los protectores del capital . Las conexiones entre el tráfico de drogas mexicano y el lavado de dinero en Uruguay. Debate. Penguin Random House. Uruguay. ISBN 978-9915-667-60-7.
- 2021 Relatos de muerte. Homicidios de jóvenes montevideanos en el marco de conflicto entre grupos delictivos y ajustes de cuentas. ANII, OBSUR, UDELAR. En coautoría con Mauricio Fuentes, Nilia Viscardi, Ignacio Salamano y Fabiana Espíndola.
- 2020 Vidas castigadas. Historias de vida de adolescentes detectados por los sistemas de justicia de la Ciudad de México y Montevideo. Colección de Libros de investigación de la Biblioteca Plural de la Comisión Sectorial de Investigación Científica de la Universidad de la República. Uruguay.
- 2018 “Juventudes y violencias en América Latina. Sobre los dispositivos de coacción en el siglo XXI”. Colección de Libros de investigación de la Biblioteca Plural de la Comisión Sectorial de Investigación Científica de la Universidad de la República. Uruguay, con Nilia Viscardi.

#### Artículos de investigación
- 2024 "La política criminal uruguaya contra los adolescentes detectados por el sistema de justicia. Análisis e impacto de la Ley de Urgente Consideración del año 2020”. Desacatos, 74 (enero-abril), pp.28-43
- 2021 “La política criminal uruguaya en la era progresista (2005-2020): el caso de la justicia para adolescentes”. Revista Sociologías (UFRGS), 23(58) set-dic 2021, p. 80-104.
- 2018 “El mercado de las drogas ilegales en Uruguay” Revista Mexicana de Sociología. Vol. 80, núm. 4, pp. 855-880.
- 2018 “Delincuencia juvenil, mercado de trabajo y violencia familiar: La configuración del descuido familiar en los adolescentes en conflicto con la ley de la Ciudad de México”. Estudios Sociológicos. Vol. 36, núm. 107.
- 2018 “Violencia juvenil, familias y calles. ¿Dónde se ‘rescatan’ los adolescentes de Montevideo en conflicto con la ley?” Revista de Ciencias Sociales, vol. 31, núm. 42.
- 2017 “El crimen organizado de las drogas ilegales en el Uruguay del siglo XXI. Una aproximación normativa y cuantitativa” Revista de la Facultad de Derecho (2° época). Núm. 43.
- 2017 “Castigo y capitalismo. La corrupción judicial en el mercado de castigo para adolescentes en conflicto con la ley de la Ciudad de México” Revista Espacio Abierto. Cuaderno Venezolano de Sociología, vol. 26, núm. 1.
- 2016 “Infracción y desistimiento: Influencias familiares en los adolescentes en conflicto con la ley de la Ciudad de México”. Revista Mexicana de Ciencias Políticas y Sociales. Nueva Época. Vol. 61, núm. 227.
- 2015 "La detención policial de los adolescentes en Uruguay: percepciones y experiencias". Revista de la Facultad de Derecho (2° época). Núm. 39, pp.227-258.
- 2014 “¿Por qué los adolescentes no son el problema de la delincuencia uruguaya? Análisis comparativo en doble sentido: infracción-delito y Uruguay-México”. Revista de Ciencias Sociales. Vol. 27, núm. 34.
- 2011 “La discusión legislativa de la edad de imputabilidad en los anales de la recuperación democrática. Cualquier semejanza con la actualidad NO es pura coincidencia”. Revista de Ciencias Sociales. Vol. 24, núm. 28.

#### Dossier
- 2023 “Territorios, violencias y tráfico de drogas en América Latina”.  Revista de Ciencias Sociales, 36(53), julio-diciembre 2023, ISSN 0797-5538. Coordinado con Nilia Viscardi
- 2020 “Adolescencia y justicia. Una mirada a los sistemas de justicia juvenil latinoamericanos”.  Revista Nuestra América, 8(15), enero-junio 2020. Coordinado con Irene Juárez y Florencia Graziano

#### Capítulos en libros
- 2024 “El camino al estudio en territorios de violencia radical. Explorando la criminalidad fáctica y perceptiva en Montevideo”. El Uruguay desde la Sociología, n.º 21. Departamento de Sociología. Facultad de Ciencias Sociales, Universidad de la República. En coautoría con Ignacio Salamano, Fabiana Espíndola, Mauricio Fuentes y Nilia Viscardi.
- 2024 "Mitologías de la seguridad pública uruguaya. Sobre la resistencia al arresto y el agravio a la autoridad policial". Derechos Humanos en el Uruguay (SERPAJ).
- 2024 “La política criminal uruguaya en la era progresista (2005-2020): el caso de la justicia para adolescentes”. En Marina Medan y Florencia Graziano (coordinadoras) La justicia penal juvenil en Argentina. Teseo. Buenos Aires. pp. 311-338 (Primera publicación en Revista Sociologías (UFRGS), 23(58) set-dic 2021, p. 80-104
- 2023 “Los obstáculos para el camino al estudio: el mapa de la inseguridad desde las adolescencias de barrios vulnerables a la violencia de Montevideo”. El Uruguay desde la Sociología, n.º 20. Departamento de Sociología. Facultad de Ciencias Sociales, Universidad de la República. En coautoría con Fabiana Espíndola, Mauricio Fuentes, Ignacio Salamano y Nilia ViscardI
- 2023 “El delito de cuello blanco en el Uruguay del siglo XXI. Panorámica sociológica sobre el lavado de dinero y la opacidad estatal”. En Luis Eduardo Morás (compilador). La sociología jurídica en Uruguay. Estudios en homenaje a los 25 años de la fundación del Instituto de Sociología Jurídica. Fondo de Cultura Universitaria. Montevideo.
- 2023 “Avances, retrocesos y problemas en la justicia para “adolescentes” del siglo XXI”. En: “Los desafíos de la justicia para adolescentes en América Latina. Avances y retrocesos en el enfoque de derechos humanos”. El Colegio de México – Universidad de la República. Fondo México – Uruguay. Ciudad de México – Montevideo. En coautoría con Nilia Viscardi.
- 2022 “Youth Violence in Latin America”. En E. Erez and P. R. Ibarra (Eds.), The Oxford Encyclopedia of International Criminology (p. 1403 - 1427). Oxford University Press. En coautoría con Arturo Alvarado.
- 2022 “Los protectores del capital en la división del trabajo criminal En Derechos Humanos en Uruguay. Informe anual 2022. Servicio de Paz y Justicia (SERPAJ). Montevideo.
- 2022 “Hay orden de no aflojar”. La política criminal policial en el Uruguay post progresista. En: El Uruguay desde la Sociología, n.º 19. Departamento de Sociología, Facultad de Ciencias Sociales, Universidad de la República. En coautoría con Juan Manuel Gutiérrez y Nilia Viscardi.
- 2021 “Violencia, juventud y criminalidad en América Latina”. El Uruguay desde la Sociología, n.º 18. Departamento de Sociología. Facultad de Ciencias Sociales, Universidad de la República. En coautoría con Nilia Viscardi.
- 2021 Homicidios de jóvenes montevideanos en ajustes de cuentas y conflictos entre grupos delictivos. En Derechos humanos en Uruguay. Informe anual 2021. SERPAJ. Montevideo. ISBN 978-9974-564-50-3. En coautoría con Nilia Viscardi, Mauricio Fuentes, Fabiana Espíndola, Ignacio Salamano.
- 2019 “Ciudadanías vulneradas. La detención policial de los adolescentes en la Ciudad de México” En: José Vicente Tavares dos Santos, Nilia Viscardi, Pablo Emilio Angarita Cañas, María Glaucíria Mota Brasil (organizadores) “Violência, Segurança e Política processos e figurações”. Editorial Tomó Porto Alegre.
- 2019 “El crimen organizado de las drogas ilegales en Uruguay: mercado y grupos delictivos” En: Cadena Roa, Jorge, Miguel Aguilar Robledo y David Eduardo Vázquez Salguero (coords.) Las ciencias sociales y la agenda nacional. Reflexiones y propuestas desde las Ciencias Sociales. VII. Criminalidades, violencias, opresiones y seguridad pública (coordinadores del volumen: Fuensanta Medina y José Luis Velasco). COMECSO, Universidad Autónoma de San Luis Potosí, El Colegio de San Luis, CONACYT. México.
- 2015 “¿Qué castigos para nuestros jóvenes? Medidas alternativas a la privación de libertad” En: Alberto Hernández y Amalia Campos (coordinadores) Actores, redes y desafíos. Juventudes e infancias en América Latina. CLACSO y El Colegio de la Frontera Norte. México. ISBN 978-607-479-185-3
- 2011 “Enlaces de reflexión acerca de la edad de imputabilidad y su relación con la dictadura militar y el consejo del niño”. En: Derechos Humanos en Uruguay. Informe anual 2011. Servicio de Paz y Justicia (SERPAJ). Montevideo. ISBN: 978-9974-564-36-7.